# Heilsberg (Bad Vilbel)

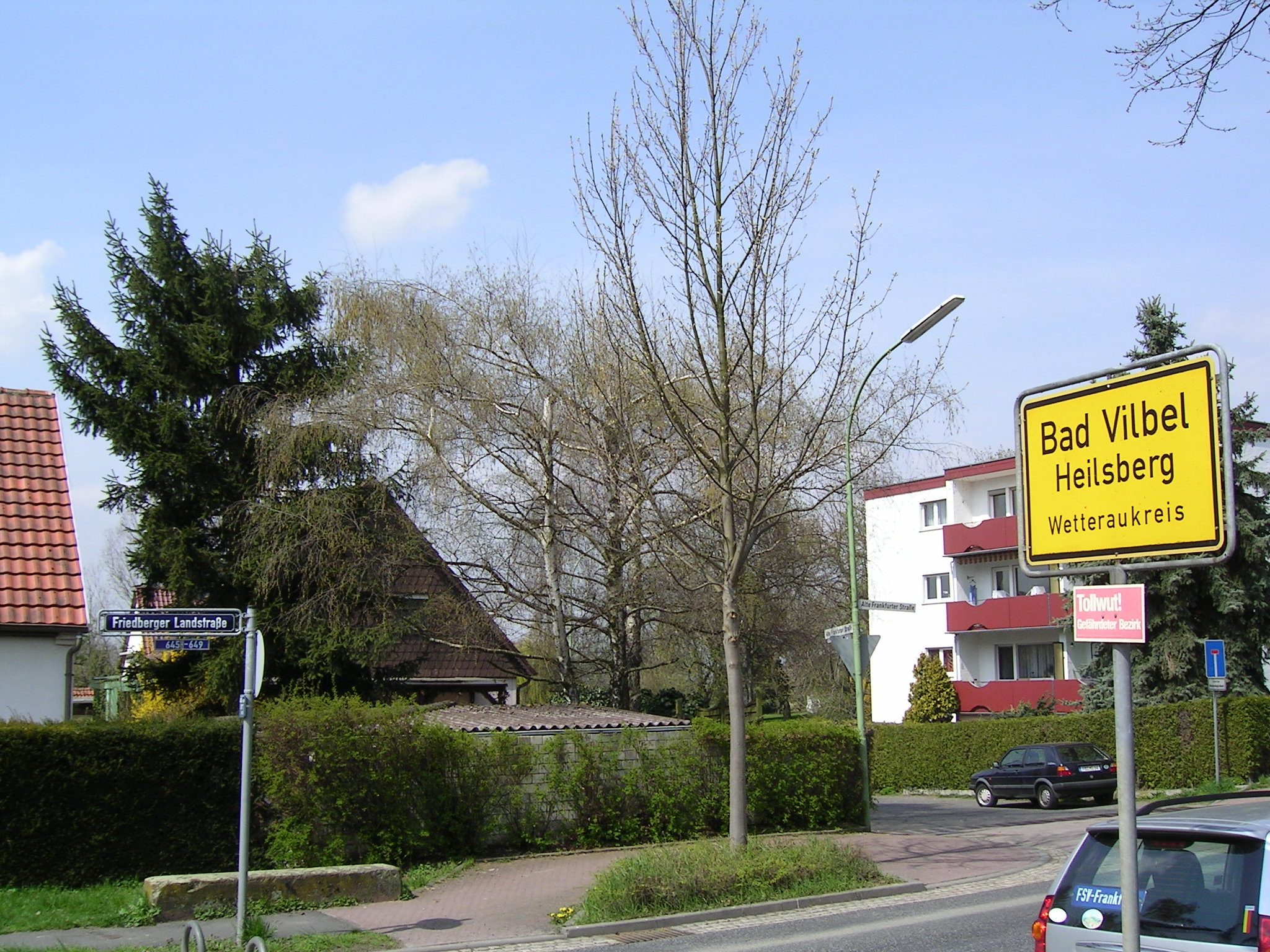
Ortseingang von der Friedberger Landstraße gesehen

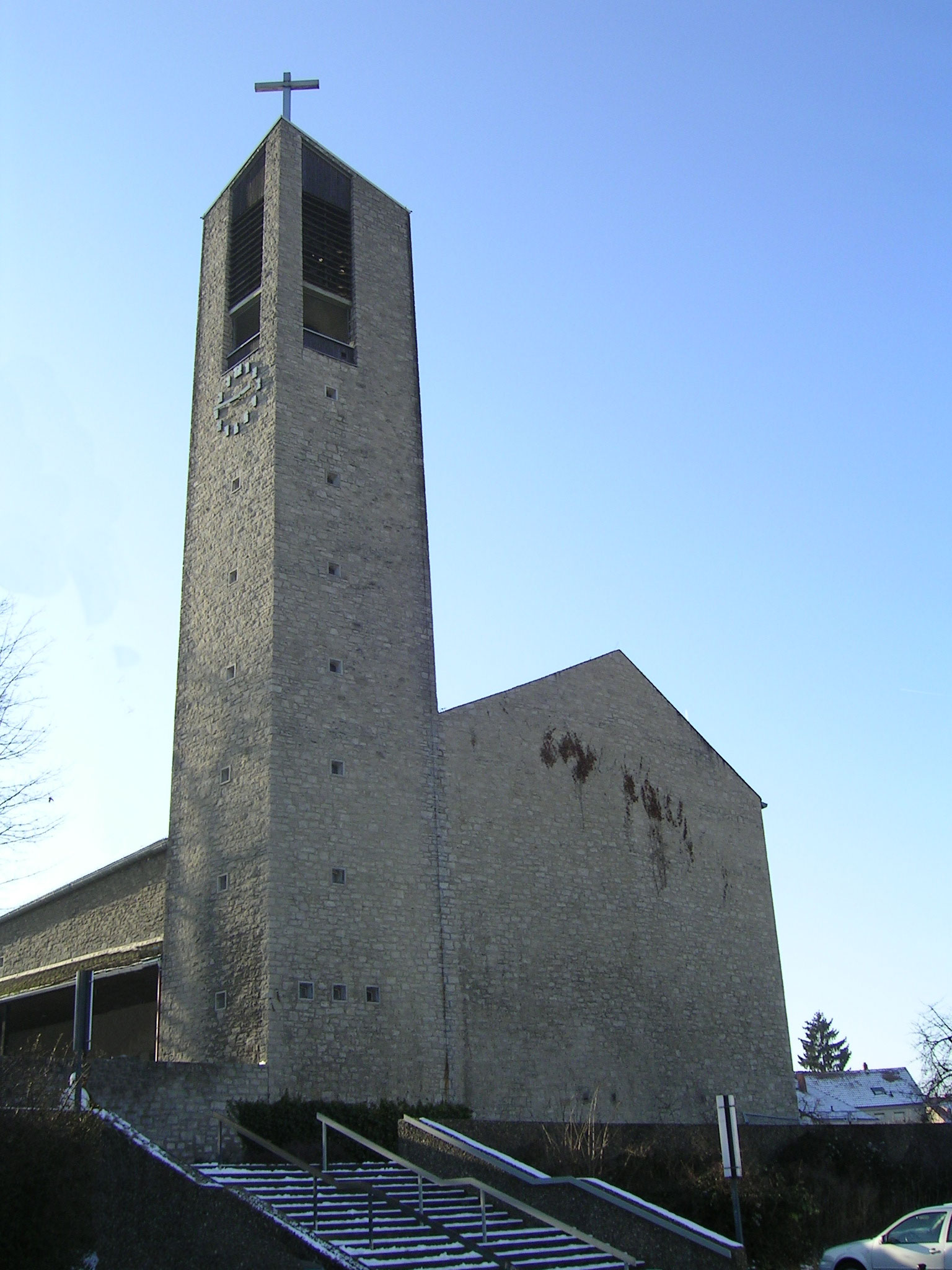
Evangelische Heilig-Geist-Kirche Heilsberg

Heilsberg ist ein Stadtteil von Bad Vilbel im hessischen Wetteraukreis und liegt am südlichen Rand der Stadt auf einer Anhöhe an der südlichen Stadtgrenze zu Frankfurt am Main. Heilsberg ist Teil der Gemarkung der Kernstadt Bad Vilbel.

## Geschichte
Der Stadtteil entstand nach dem Zweiten Weltkrieg auf dem ehemaligen Truppenübungsplatz „Vilbeler Höhe“ der Wehrmacht durch die Besiedelung von Vertriebenen, Ausgebombten und Heimkehrern.
1948 wurde die Siedlung zum offiziellen Stadtteil und erhielt den Namen Heilsberg, welcher sich zum einen von dem „Heil“ bringenden, zum anderen von Heilsberg in Ostpreußen (polnisch Lidzbark Warmiński, heute Polen) ableitet.
Dies spiegelt sich wider in der Benennung vieler Straßen. Beispielsweise gibt es dort den Pommernweg, die Friedensstraße und den Samlandweg.
Nach 1945 waren dort amerikanische Soldaten stationiert, die eigene Häuser nach amerikanischem Vorbild bauten. Diese Siedlung wird bis heute (Stand 2025) „Amisiedlung“ genannt.

## Ortsbeiratswahl
| Diagrammdarstellung von Wahlergebnis und Sitzverteilung | Diagrammdarstellung von Wahlergebnis und Sitzverteilung                                            |
| --- | -------------------------------------------------------------------------------------------------- |
| Ortsbeiratswahl Heilsberg 2021Wahlbeteiligung: 53,8 % 403020100 38,8 %32,0 %18,3 %8,2 %2,7 % CDUGrüneSPDFDPAfDGewinne und Verlusteim Vergleich zu 2016 %p 12 10 8 6 4 2 0 −2 −4 −6 −8−3,9 %p+10,2 %p−7,0 %p−1,9 %p+2,7 %pCDUGrüneSPDFDPAfD | Sitzverteilung im Ortsbeirat Heilsberg 2021Insgesamt 9 Sitze - SPD: 2 - Grüne: 3 - CDU: 3 - FDP: 1 |

## Infrastruktur und Verkehr
Die Ernst-Reuter Schule ist eine Grundschule, die bis 2010 auch Haupt- und Realschule war. Der SSV Heilsberg bietet Fußball, Tischtennis, Tanzen, Boxen sowie Kickboxen und Kinderturnen an; Tennis kann man beim TC Heilsberg spielen.
Heilsberg liegt an der Bundesstraße 521 (Frankfurt am Main – Büdingen), der Verlängerung der Friedberger Landstraße. Sie war früher Teil der Bundesstraße 3 (Frankfurt am Main – Friedberg (Hessen)), deren Trasse mittlerweile wenige Kilometer entfernt um den Ort herumführt. Der Frankfurter Linienbus 30 verbindet Heilsberg mit dem Bad Vilbeler Bahnhof sowie der Frankfurter Innenstadt (Konstablerwache).
Über die Autobahn erreicht man Heilsberg über die Bundesautobahn 661, Anschlussstelle Frankfurt-Friedberger Landstraße (Entfernung ca. 4 km).